# 勞珀斯多夫

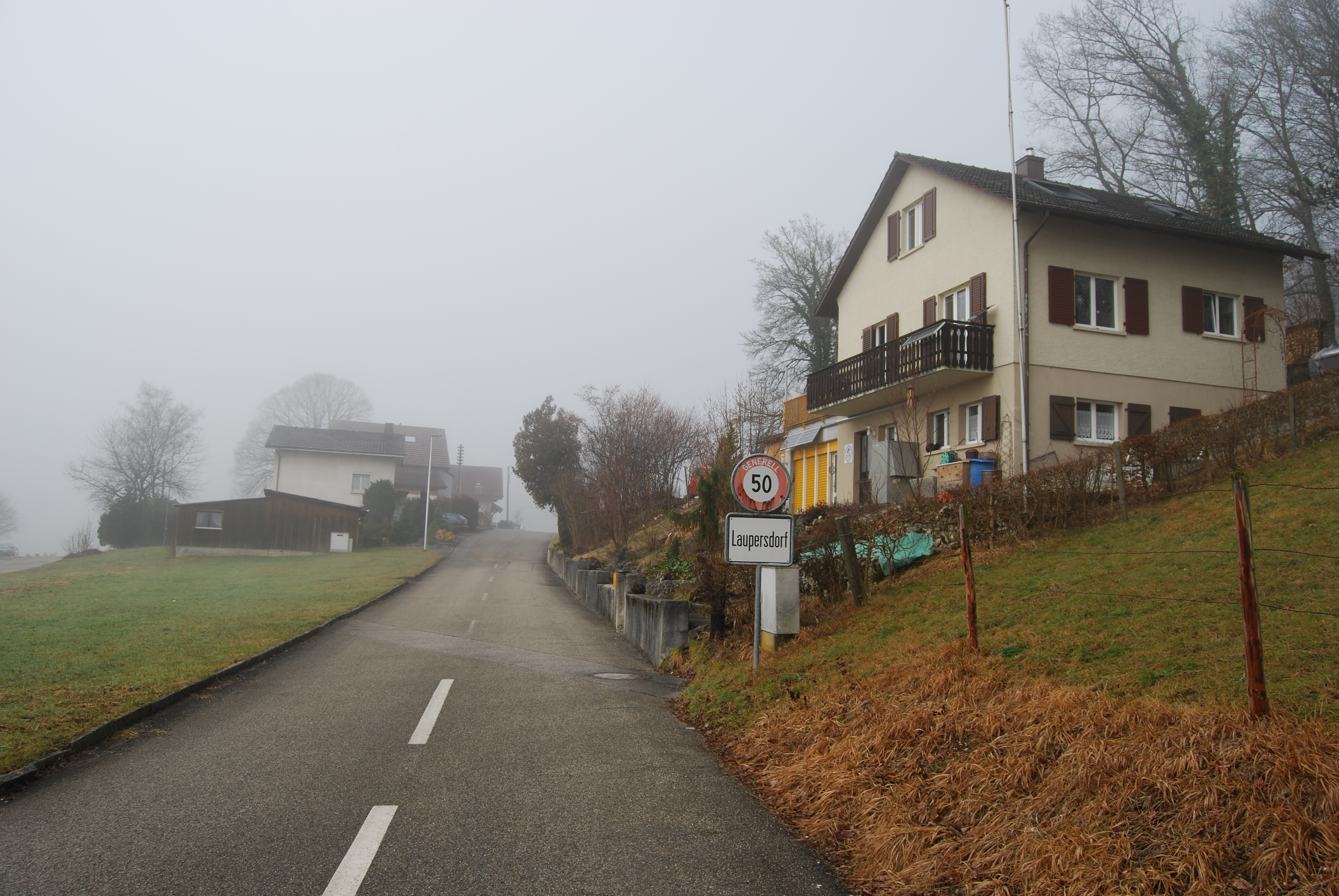

勞珀斯多夫是瑞士的城鎮，位於該國北部，由索洛圖恩州負責管轄，面積15.51平方公里，海拔高度493米，2012年人口1,688，七成人口信奉羅馬天主教，人口密度每平方公里109人。

## 外部連結
- Official website （页面存档备份，存于） （德文）